# Ancona (Illinois)
Ancona è un centro abitato (amministrativamente una comunità non incorporata) degli Stati Uniti d'America situato nella contea di Livingston dello Stato dell'Illinois. Sorge nella regione geografica dello Streatorland, regione prevalentemente agricola attraversata dal fiume Vermilion, che risulta abbastanza isolata, a causa della lontananza dalle autostrade. Prende il nome dalla città italiana di Ancona, capoluogo delle Marche.
La stazione di Ancona era un'importante giunzione della Ferrovia di Santa Fe, prima della dismissione della diramazione per Kansas City.

## Geografia fisica

### Territorio
Ancona sorge su un territorio pianeggiante attraversato dal torrente Prairie, affluente del fiume Vermilion, a sua volta affluente del fiume Illinois, tributario del Mississippi.

## Storia
Il centro fu fondato nel 1854 come stazione della ferrovia in linea d'aria tra Terre Haute (Illinois) e Council Bluffs. I fondatori furono Orson Shackleton e Joseph Gumm, che costruirono la prima casa, dove aprirono un negozio di generi diversi. Il nome fu scelto su proposta dei minatori di Ancona (Italia) che lavoravano nelle miniere di carbone del vicino centro di Streator. Il 17 luglio 1856 fu aperto l'ufficio postale.

## Infrastrutture e trasporti

### Ferrovie
La stazione di Ancona, nota anche come bivio di Ancona, è una stazione della Ferrovia di Santa Fe. Era un'importante stazione di incrocio di questa ferrovia, sorgendo nel punto in cui la diramazione di Pekin, costruita nel 1889 ed abbandonata nel 1982, si dipartiva dalla linea principale, dirigendosi verso ovest, verso Kansas City. I treni merci passano ancora sulla linea principale e la posizione offre una buona vista prospettica sulla ferrovia, sfruttata dagli appassionati di treni che da qui scattano fotografie ai treni in transito.

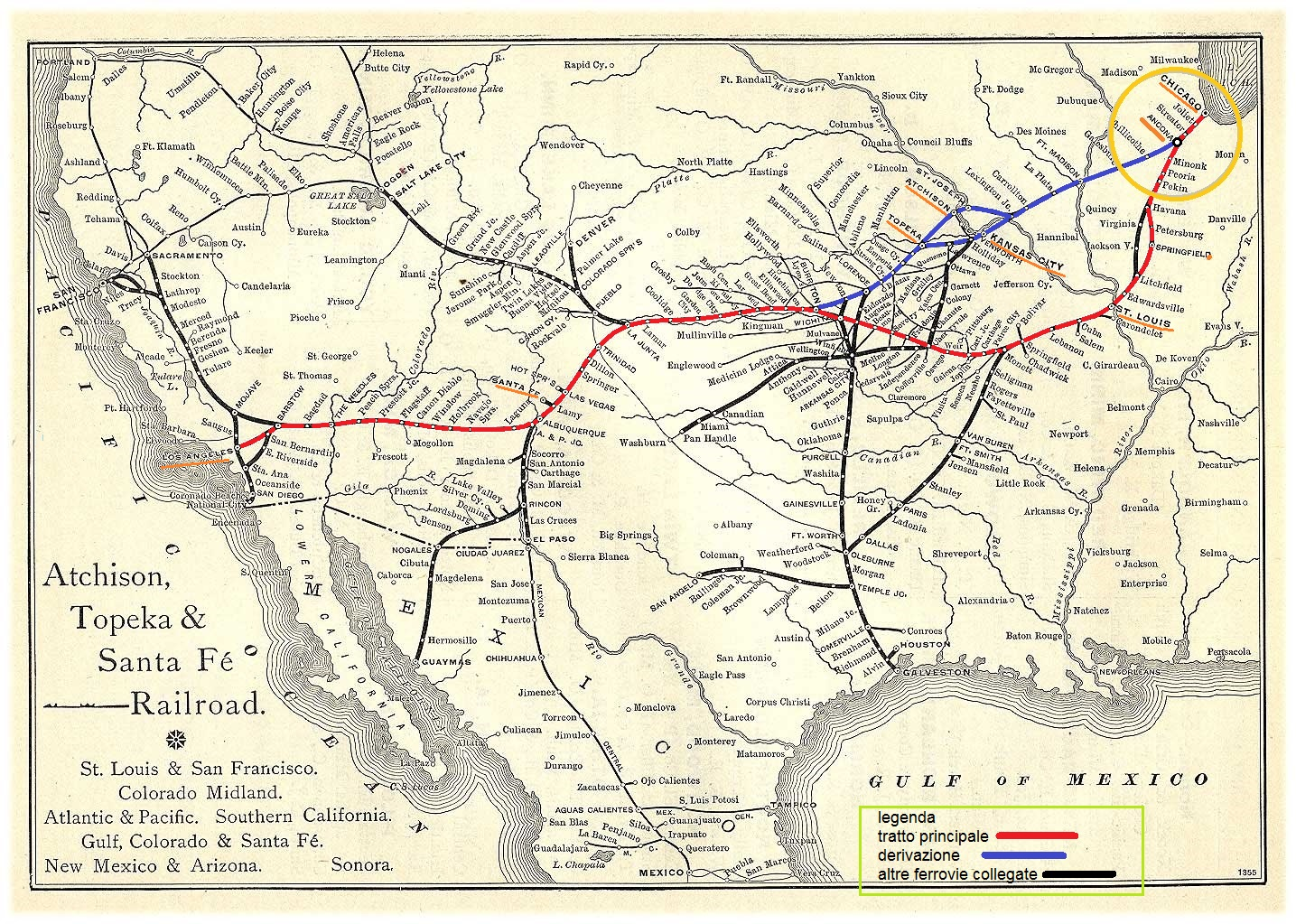
La stazione di Ancona lungo la ferrovia di Santa Fe - mappa del 1891
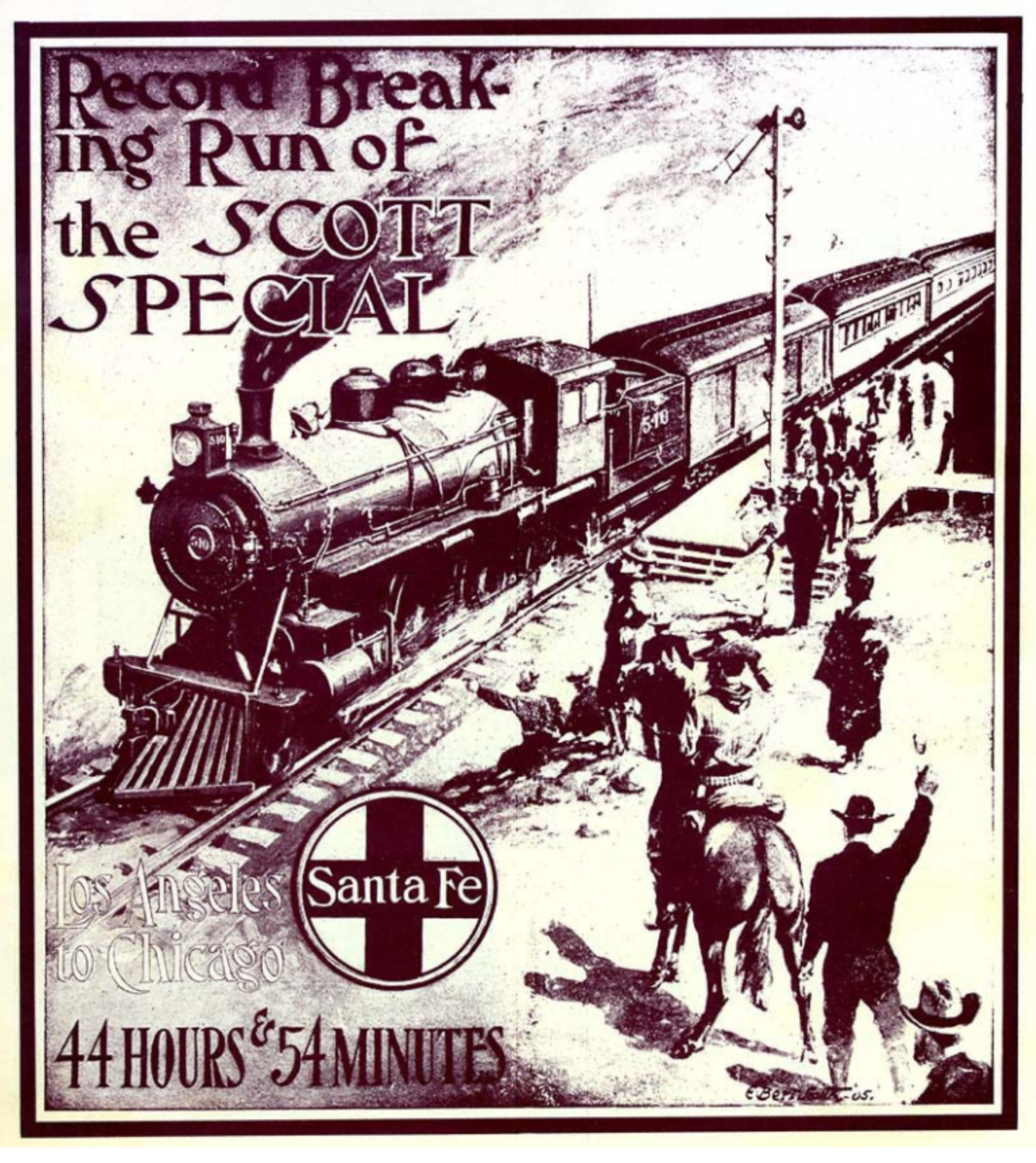
Pubblicità del 1905 del treno Scott Special, che faceva servizio sulla ferrovia di Santa Fe